# スンダランド

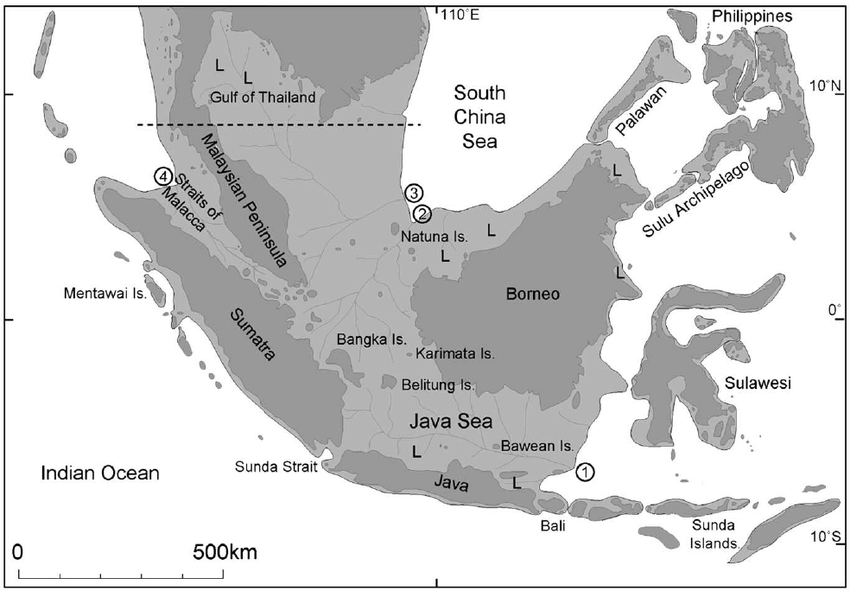
最終氷期極大期のスンダランドの海岸線。

スンダランド（Sundaland）とは、現在タイの中央を流れるチャオプラヤー川が氷期に形成した広大な沖積平野の呼称。

## 概要

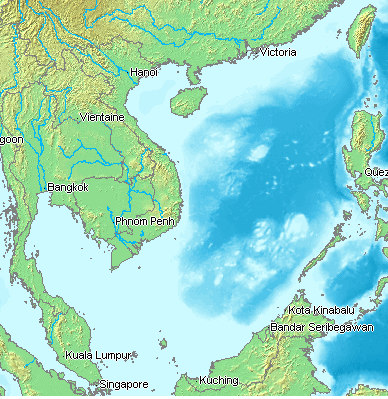
現在の海岸線。タイランド湾からカリマンタン島にかけて大陸棚が広がっている。

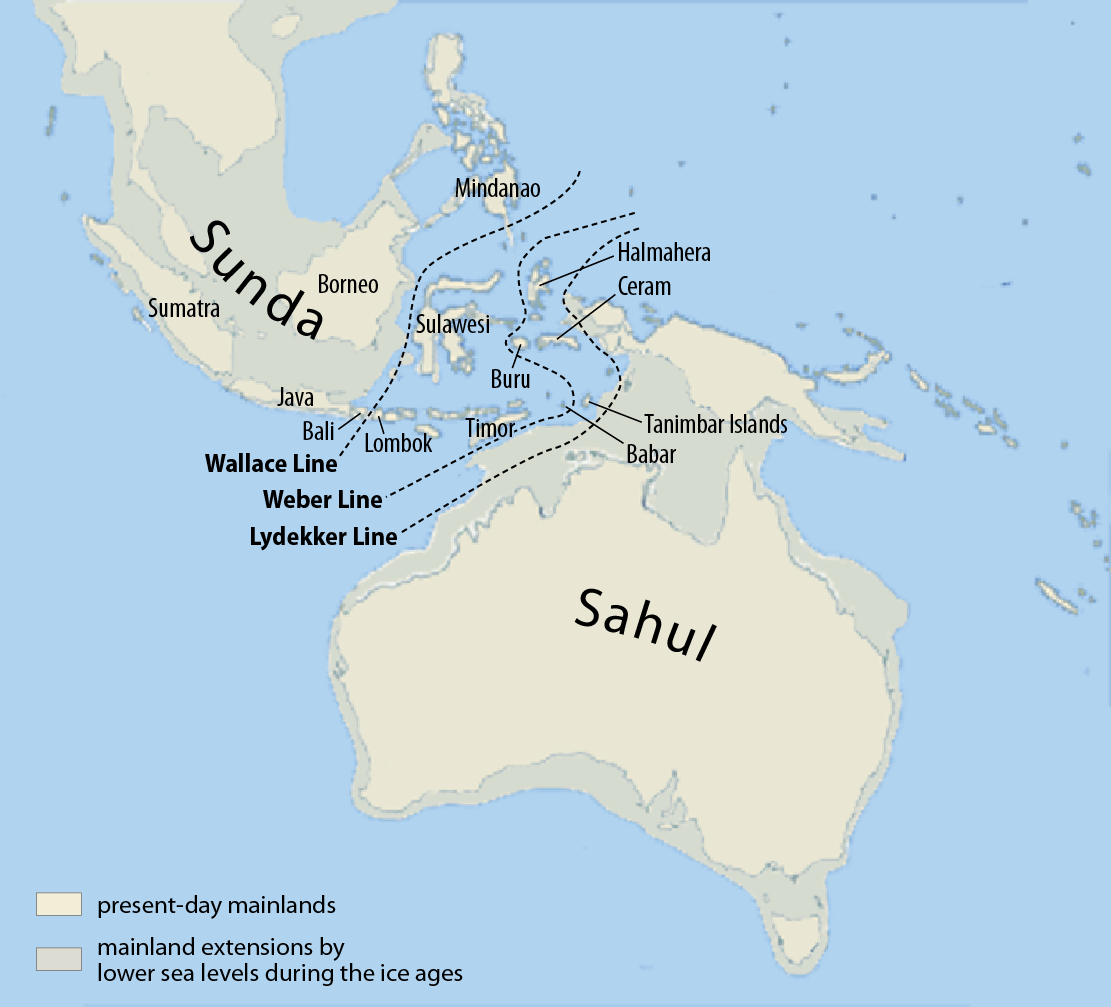
氷期の海岸線。
サフールランドをなす大陸棚とスンダランドをなす大陸棚の間に、「ワラセア」という陸地がある。アボリジニの先祖たちはこの群島伝いにサフールランドへと渡っていった

スンダランドと想定されている範囲は、現在ではタイランド湾から南シナ海へかけての海底に没しており、マレー半島東岸からインドシナ半島に接する大陸棚がそれに当たる。氷期に、海面が100メートル程度低くなり広大な平野であった。最近では、70,000年前頃から14,000年前頃にかけてのヴュルム氷期には陸地であった。12,000年前頃から4,000年前にかけて約8,000年間にわたる海面上昇により海底に没した。オセアニアにもオーストラリアとニューギニアの間に海面下にしずんだ平野がありサフルランドと呼ばれている。

## モンゴロイドとの関連
モンゴロイドの南方起源説によると広大なスンダランドはモンゴロイドの故郷とする説がある。それによると「スンダランドに住んでいた現生人類が紀元前50,000年頃から一部が北上しモンゴルやシベリアにまで広がり、徐々に寒さに適応して新モンゴロイドになり、更に彼らの一部はシベリアから陸続きになっていたベーリング海峡を越え、アメリカ大陸に広がっていった」とする。これは、古モンゴロイドとされる縄文人が、新モンゴロイド優性の東アジアの他集団と異なり、「スンダランド型」の歯列を持つものが多いという特徴があるためである。

## 同様の場所
同様に、同じ時期に世界の数か所、同じような場所がある。
- 中国と朝鮮半島、日本に囲まれた黄海も平野であった。ここは、スンダランドと平野で繋がっていた。[要出典]
- ペルシャ湾全体が平野であった（エデンの園に比定する説がある）。